# Villa Gina
Villa Gina si trova a Borgo Panigale ed è uno dei primi esempi di decorazione in stile Liberty in Bologna. È conosciuta anche come Villa Flora.
La sua peculiarità è di essere stata la prima costruzione di uso civile con i solai in calcestruzzo armato, realizzata dall'architetto Attilio Muggia (1859-1936) nel 1900 a Bologna e forse l'unica da lui realizzata in stile eclettico, nell'apparato decorativo esterno e con soluzioni moderne per l'epoca, come l'asfalto per impermeabilizzare le terrazze laterali o le originali serrande in lamiera d'acciaio alle finestre.
Il committente fu il conte Cosimo Pennazzi, eminente avvocato e amministratore unico della Società Coloniale Cementi, con sede a Alessandria d'Egitto, che volle questa villa di campagna per la moglie Virginia Lisi. La villa sorse in sostituzione di un edificio preesistente.
Nel 1900 e nel 1910, il pittore Antonio Mosca (1870-1951), eseguì lavori di decorazione all'interno della villa, di cui sono testimonianza due bozzetti acquarellati per la decorazione del plafone della camera da letto della contessa Pennazzi, il primo datato 1900, e il secondo  del 1910 più aderente al gusto Liberty. 
Dopo che i proprietari si furono trasferiti in Egitto, la villa fu adibita a casa di cura col nome di villa Flora.
Dismessa in seguito dai proprietari, la Villa subì varie destinazioni d'uso, fino all'attuale stato di degrado e abbandono.  Di recente è stato riconosciuto il valore storico-artistico di Villa Gina e delle sue pertinenze.

## Bozzetti di Antonio Mosca per Villa Gina

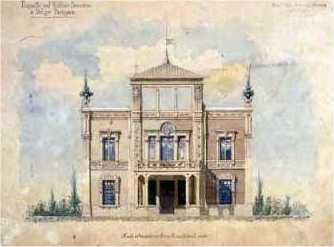
Bozzetto della facciata ad acquarello
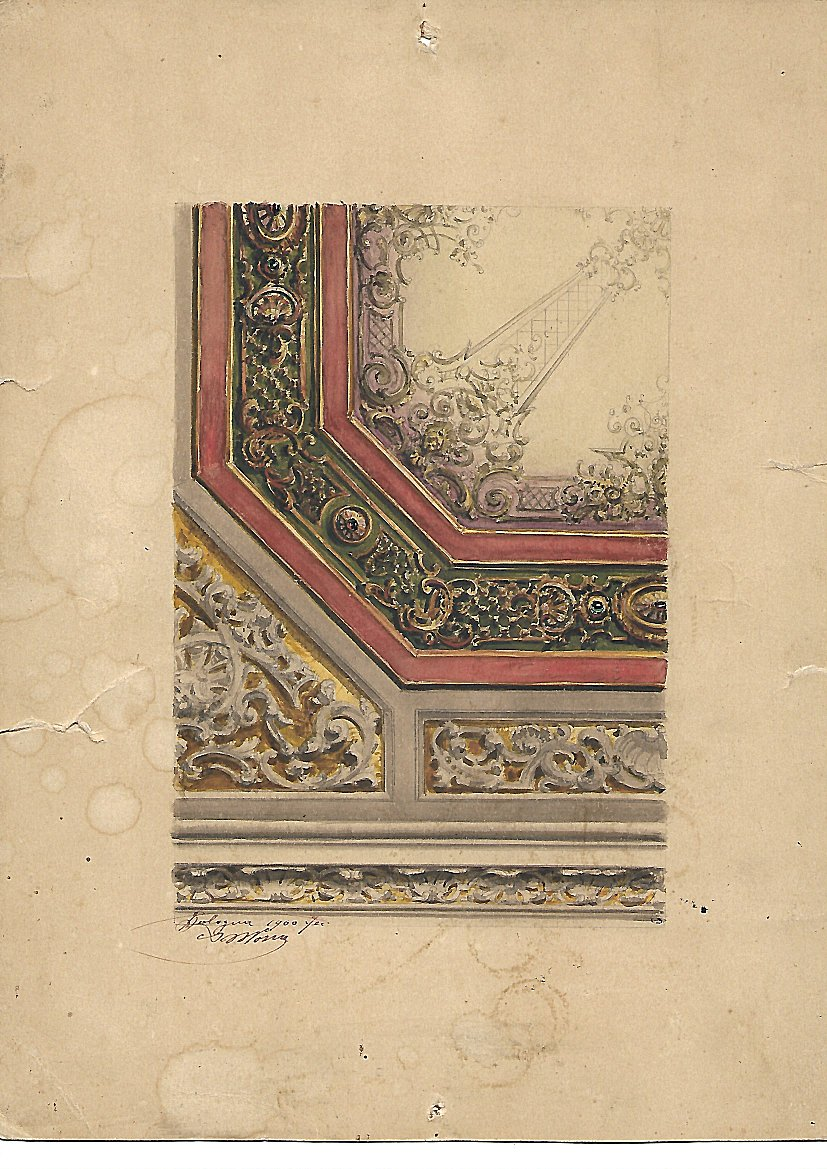
Bozzetto del 1900 per la camera da letto della Contessa Pennazzi a Villa Gina
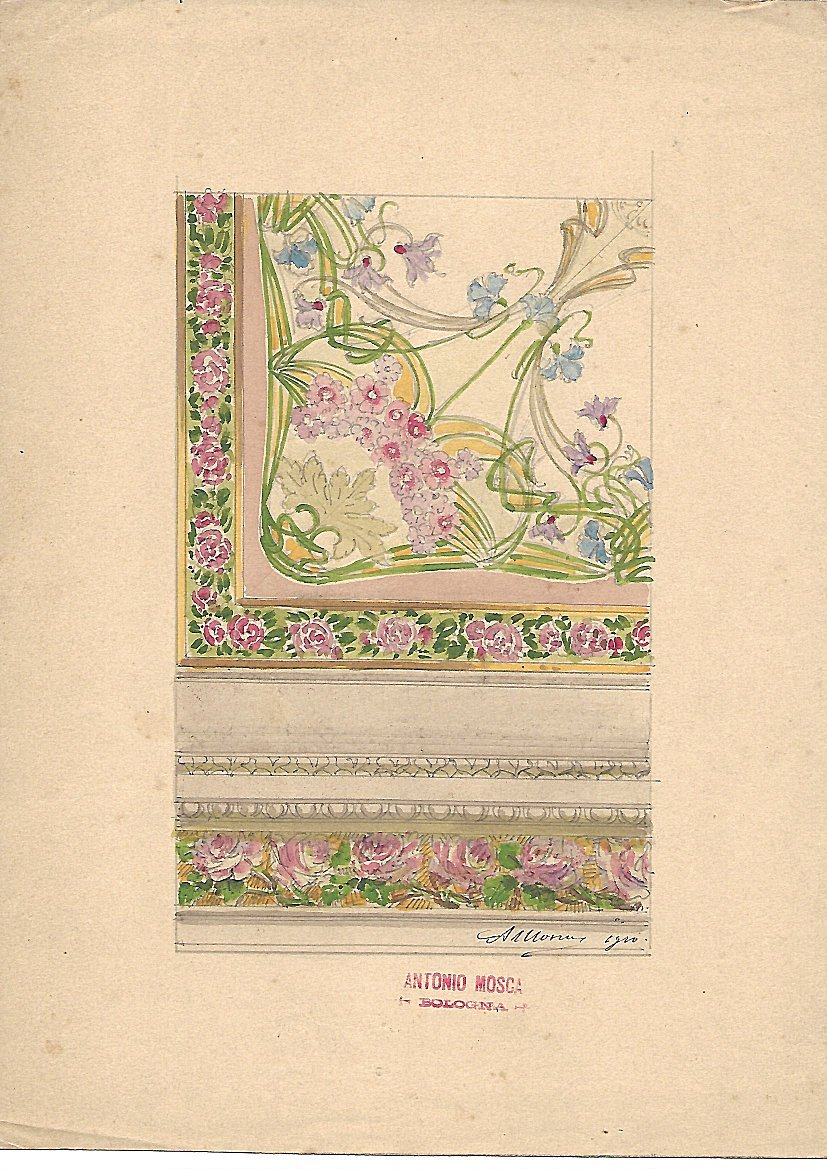
Bozzetto del 1910 per la camera da letto della Contessa Pennazzi a Villa Gina